# System of a Down (album)
| Recensione                    | Giudizio |
| ----------------------------- | -------- |
| AllMusic                      |          |
| Drowned in Sound              | 10/10    |
| Pitchfork                     | 7.5/10   |
| Q                             |          |
| The Rolling Stone Album Guide |          |

System of a Down è il primo album in studio del gruppo musicale statunitense omonimo, pubblicato il 30 giugno 1998 dalla American Recordings.
Nel 2023 la rivista Loudwire l'ha inserito all'ottavo posto nella sua lista dei 50 migliori album nu metal di sempre.

## Descrizione
Progettato nel 1997 col produttore Rick Rubin, per il disco furono registrate ben 20 tracce, tutto frutto del repertorio del gruppo dalla prima formazione fino all'ultimo demo tape Demo Tape 4 (1997), pronte per essere perfezionate, selezionate ed inserite nella tracklist.
Nell'album, oltre agli elementi tipici dell'heavy metal, come gli scream e le chitarre distorte, sono presenti influenze da vari generi, tra cui folk, punk rock, musica etnica, cabaret, danze orientali e jazz. La musica è ricca di particolari e inaspettati cambi di tempo e ritmo e pause improvvise. Il testo del brano P.L.U.C.K. è stato dedicato alle vittime del genocidio subito dal popolo armeno.
Il 29 giugno 1999 l'album è stato ripubblicato con l'aggiunta di un secondo CD costituito da alcuni brani eseguiti dal vivo.

## Tracce
Inizialmente l'album doveva contenere tre brani, rivisitate dal secondo e dal quarto demo tape, Honey, Temper e X; tranne che per Suggestions, tutte le tracce presenti nell'album sono reincisioni di loro demo ma con leggere modifiche e piccole novità.Testi di Serj Tankian (eccetto CUBErt, composta anche da Daron Malakian), musiche di Daron Malakian, eccetto dove indicato.
1. Suite-Pee – 2:31
2. Know – 2:56 (musica: Shavo Odadjian, Daron Malakian, Serj Tankian)
3. Sugar – 2:33 (musica: Shavo Odadjian, Daron Malakian)
4. Suggestions – 2:44
5. Spiders – 3:35
6. DDevil – 1:43 (musica: Shavo Odadjian, Daron Malakian)
7. Soil – 3:25
8. War? – 2:40
9. Mind – 6:16 (musica: Shavo Odadjian, Daron Malakian, Serj Tankian)
10. Peephole – 4:04
11. CUBErt – 1:49
12. Darts – 2:42
13. P.L.U.C.K. – 3:38

Tracce bonus nell'edizione giapponese
1. Marmalade – 3:02
2. Storaged – 1:19

CD bonus nell'edizione speciale
1. Sugar (Live) – 2:27 (musica: Shavo Odadjian, Daron Malakian)
2. War? (Live) – 2:48
3. Suite-Pee (Live) – 2:58
4. Know (Live) – 3:03 (musica: Shavo Odadjian, Daron Malakian, Serj Tankian)
5. Sugar (Video) – 3:34
6. Band EPK – 7:58

## Formazione
Gruppo
- Serj Tankian – voce, tastiera, campionatore
- Daron Malakian – chitarra, cori
- Shavo Odadjian – basso
- John Dolmayan – batteria

Altri musicisti
- Rick Rubin – pianoforte aggiuntivo
- Eric "Statik" Anest – rumorismo aggiuntivo

## Classifiche
| Classifica (1998-2022)    | Posizione massima |
| ------------------------- | ----------------- |
| Australia                 | 48                |
| Paesi Bassi               | 68                |
| Stati Uniti               | 113               |
| Stati Uniti (alternative) | 9                 |
| Stati Uniti (hard rock)   | 7                 |
| Stati Uniti (rock)        | 17                |